# Volo Korean Air Lines 902
Il volo Korean Air Lines 902 (KAL 902) era un volo di linea della Korean Air Lines da Parigi a Seul con scalo ad Anchorage. Il 20 aprile 1978 la difesa aerea sovietica abbatté l'aereo che operava il volo, un Boeing 707, vicino a Murmansk, Unione Sovietica, dopo che l'aereo aveva violato lo spazio aereo sovietico.
Il volo 902 aveva virato sopra l'Oceano Artico ed era entrato nello spazio aereo sovietico vicino alla penisola di Kola, dopodiché era stato intercettato e colpito da un caccia sovietico. L'incidente uccise due dei 109 passeggeri e membri dell'equipaggio a bordo e costrinse l'aereo ad effettuare un atterraggio di emergenza sul lago ghiacciato Korpijärvi vicino al confine finlandese.

## Gli eventi

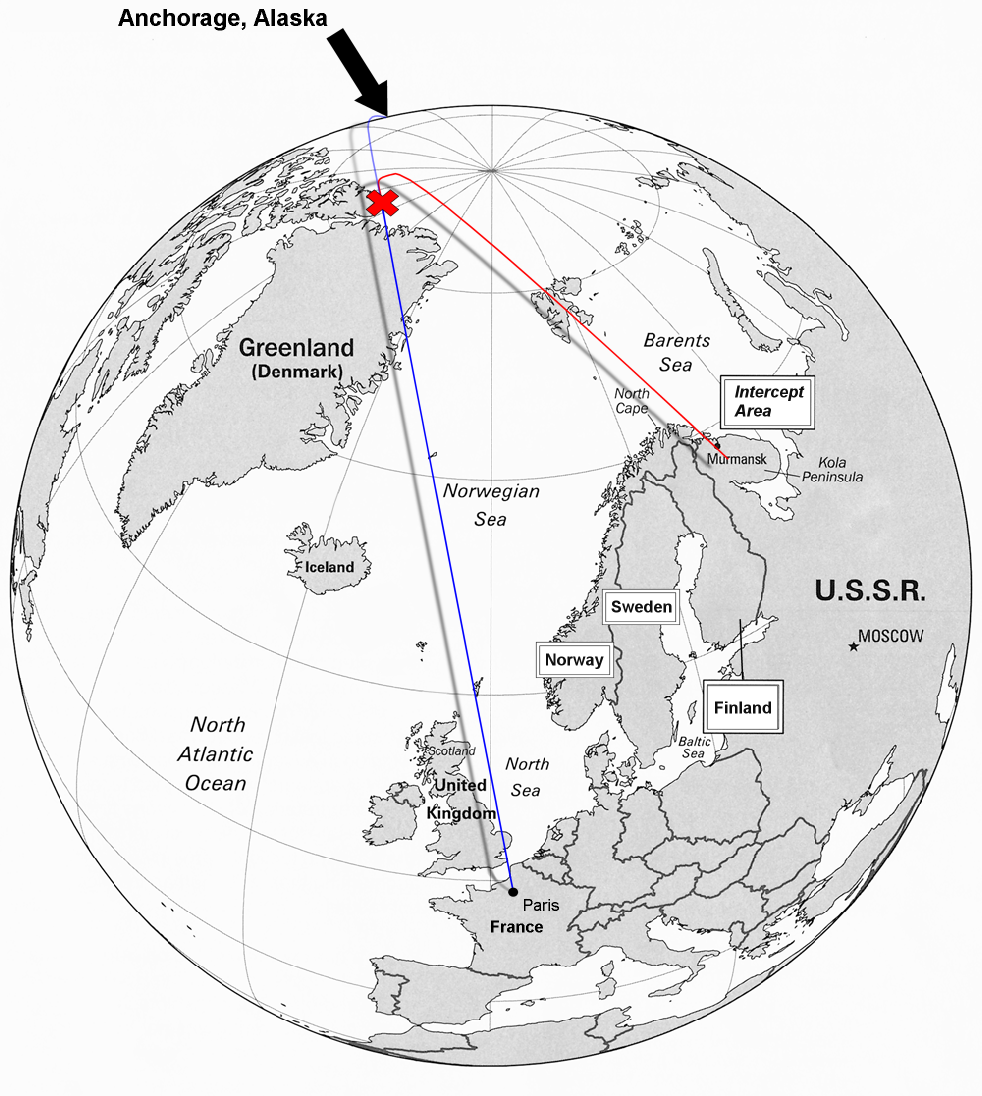
Il piano di volo del volo KAL 902 (in blu, la rotta Parigi-Anchorage-Seul) e la deviazione (in rosso, avendo virato a sud-est sopra l'isola di Ellesmere)

Il volo 902 partì da Parigi, Francia, alle 13:39 ora locale, in rotta per Seoul, Corea del Sud. L'unico scalo programmato dell'aereo era ad Anchorage, in Alaska, negli Stati Uniti, dove si sarebbe rifornito di carburante e avrebbe proseguito verso Seoul, evitando lo spazio aereo sovietico. Era comandato dal capitano Kim Chang-kyu, assistito dal copilota Cha Soon-do e dall'ingegnere di volo Lee Khun-shik. L'aereo effettuava regolari controlli radio mentre volava a nord-ovest, l'ultimo dei quali, cinque ore e ventuno minuti dopo il decollo, lo collocò vicino all'isola di Ellesmere. La traiettoria di volo dell'aereo lo portò quasi direttamente sopra il Polo Nord Magnetico, causando degli errori nei sistemi di navigazione basati sulla bussola magnetica dell'aereo. Il suo corso poi virò a sud-est e sorvolò il Mare di Barents e nello spazio aereo sovietico, raggiungendo la costa sovietica circa tre ore e 1.500 miglia (2.400 km) dopo la sua virata verso sud.

### Difesa aerea sovietica

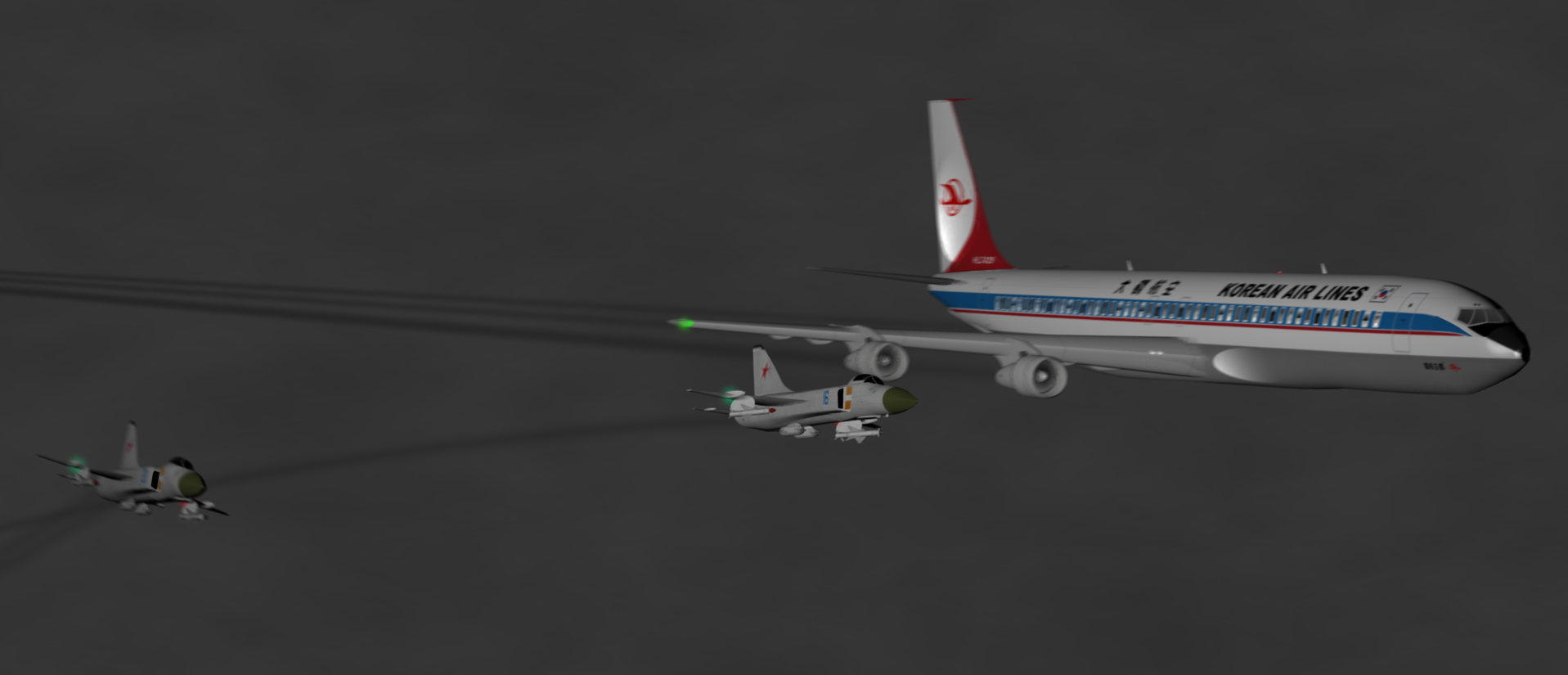
Una ricostruzione grafica che mostra il KAL 902 intercettato dai caccia sovietici.

Il radar della difesa aerea sovietica individuò il 707 alle 20:54, quando l'aereo si trovava a circa 400 chilometri (250 miglia) di distanza dalle acque territoriali sovietiche. Alle 21:19 l'aereo entrò nello spazio aereo sovietico. Poiché l'aereo non rispondeva alle comunicazioni radio da terra, un intercettore Su-15, pilotato da Aleksandr Bosov, fu inviato per intercettare il velivolo straniero. Avvicinatosi al KAL902, Bosov agitò più volte le ali del Su-15, utilizzando il segnale internazionale degli aerei di linea perché lo seguissero. Invece il volo 902 fece una virata di 90 gradi verso il confine sovietico-finlandese. Bosov riferì il tentativo di fuga dallo spazio aereo sovietico all'ufficiale del comando della difesa aerea Vladimir Carkov, e quest'ultimo, sulla base di istruzioni interne, ordinò a Bosov di abbattere l'aereo.
Secondo il resoconto di Kim riguardo all'attacco, l'intercettore si era avvicinato al suo aereo dal lato destro anziché da sinistra, come richiesto dal regolamento dell'Organizzazione dell'aviazione civile internazionale (ICAO). Kim ridusse la velocità e accese le luci di navigazione, indicando che era pronto a seguire il caccia sovietico per l'atterraggio.
Secondo i rapporti sovietici, invece, l'aereo di linea ignorò ripetutamente i comandi per seguire l'intercettore. Il copilota del volo 902, SD Cha, dichiarò che l'equipaggio aveva tentato di comunicare con l'intercettore via radio, ma non aveva ricevuto risposta.
Bosov cercò di convincere i suoi superiori che l'aereo non era una minaccia militare, ma dopo aver ricevuto l'ordine di abbatterlo alle 21:42 dovette lanciare un missile R-60. Il missile superò il bersaglio, ma il secondo colpì l'ala sinistra, staccandone circa 4 metri (13 piedi) della sua lunghezza. Il missile perforò anche la fusoliera, provocando una decompressione rapida e bloccando una delle quattro turbine dell'aereo. Il passeggero coreano Bahng Tais Hwang morì nell'attacco missilistico, che ferì molti altri.
Dopo essere stato colpito, il Boeing 707 scese rapidamente da un'altitudine di 9.000 m (30.000 piedi). Cadde attraverso una nuvola scomparendo dai radar della difesa aerea sovietica. I sovietici scambiarono la parte dell'ala caduta dal volo 902 per un missile Cruise e inviarono un altro Su-15 per sparargli. Il Su-15 di Bosov dovette tornare alla base aerea a causa della mancanza di carburante.

### Atterraggio d'emergenza
I resoconti del tempo tra l'attacco missilistico e l'atterraggio del volo 902 differiscono. Secondo i media sovietici l'aereo di linea sorvolò l'intera penisola di Kola a bassa quota per circa 40 minuti, alla ricerca di un posto dove atterrare. Dopo diversi tentativi falliti di atterraggio, Kim fece precipitare l'aereo sulla superficie del lago ghiacciato Korpijärvi nell'ASSR careliana, situato a circa 140 chilometri (87 miglia) dal confine finlandese. Secondo il diario di un passeggero a bordo del volo 902, resoconto supportato da altri passeggeri, erano invece trascorse un'ora e 40 minuti prima dell'atterraggio. Circa due ore dopo l'atterraggio di emergenza, le truppe sovietiche raggiunsero l'aereo per iniziare le operazioni di soccorso, quando il passeggero giapponese Yoshitako Sugano era morto.
Alcune fonti finlandesi affermarono che la difesa aerea sovietica non aveva alcuna informazione sulla posizione dell'aereo dopo che era scomparso dal radar. Tuttavia, Carkov dichiarò che un altro pilota sovietico, Anatolij Kerefov, aveva localizzato il volo 902 e che stava per condurlo alla base aerea di Afrikanda. Carkov continuava dicendo che Kim era rimasto indietro atterrando invece sul lago. Kerefov disse di aver praticamente costretto l'aereo ad atterrare sul ghiaccio di Korpijärvi.

### Salvataggio dei superstiti
Gli elicotteri sovietici salvarono i sopravvissuti e li trasportarono nella città di Kem' in Carelia. I passeggeri furono acquartierati nella Loggia degli Ufficiali della guarnigione.
Il 22 aprile i sopravvissuti, ad eccezione del pilota e del navigatore, furono trasportati via Aeroflot da Kem' a Murmansk, poi dalla Pan American World Airways all'aeroporto di Helsinki-Vantaa in Finlandia, dove un aereo della Korean Air Lines partito il 23 aprile per Seul con gruppo di sopravvissuti al volo 902 e i corpi delle persone uccise.
Il 29 aprile vennero rilasciati il pilota e il navigatore del volo 902. La TASS, l'agenzia di stampa ufficiale dell'Unione Sovietica, dichiarò che i due avevano confessato di aver violato lo spazio aereo sovietico e di aver ignorato gli ordini di atterrare dell'intercettore. Secondo la TASS, i due avevano chiesto clemenza al Presidium del Soviet Supremo, che li aveva graziati ed espulsi.
L'Unione Sovietica fatturò alla Corea del Sud $ 100.000 ($ 396.800 oggi) per la custodia dei passeggeri; tuttavia il conto non è mai stato pagato.

## Conseguenze
L'Unione Sovietica rifiutò di collaborare con gli esperti internazionali mentre indagavano sull'incidente, e non fornì alcun dato dalla "scatola nera" dell'aereo. L'aereo venne smantellato e tutte le attrezzature trasferite in elicottero su una chiatta nel golfo di Kandalakša. Il vice comandante in capo della difesa aerea sovietica, Evgenij Savickij, ispezionò personalmente la cabina di pilotaggio dell'aereo.
L'equipaggio del volo 902 accusò un errore di navigazione del cambio di rotta dell'aereo. I passeggeri dichiararono che Kim aveva detto loro, al momento dell'atterraggio, che sospettava che la strumentazione di navigazione dell'aereo fosse in errore, ma che l'aveva seguita comunque. Dopo essere stato rilasciato dalla custodia sovietica, il navigatore Lee confermò che il giroscopio di navigazione aveva funzionato male.
L'incidente portò a un cambiamento nella catena di comando e contribuì all'abbattimento di un altro volo della Korean Airlines, il KAL 007, nel 1983, che non lasciò alcun sopravvissuto.
La Korean Air opera ancora il volo 902 dall'aeroporto di Parigi Charles de Gaulle a Seoul. Tuttavia il volo non si ferma più ad Anchorage o vola all'aeroporto internazionale di Gimpo, poiché ora si dirige direttamente all'aeroporto internazionale di Incheon. Inoltre, la Korean Air non effettua più voli verso Parigi Orly. Il numero del volo per il volo di ritorno è 504. A partire da settembre 2020 si arriva a destinazione utilizzando un Boeing 777-200ER e Boeing 777-300ER.